# Eumecosomyia lacteivittata
Eumecosomyia lacteivittata é uma espécie de mosca ulita ou do tipo foto-asa do gênero Eumecosomyia, da superfamília Tephritidae e da família Ulidiidae. O habitat da espécie é a México.
A Eumecosomyia lacteivittata foi descrita pela primeira vez em 1909, por Friedrich Georg Hendel.